# أبو المتوكل الناجي
أبو المتوكل علي بن داود الناجي البصري، تابعي، وأحدُ رواة الحديث، وهو ثقة، تُوفي في سنة اثنتين ومائة للهجرة.

## روايته للحديث النبوي
- حدث عن: عائشة، وأبي هريرة، وابن عباس، وأبي سعيد، وجابر.[1]
- وعنه: قتادة، وحميد الطويل، وخالد الحذاء، وعلي بن علي الرفاعي، وأبو عقيل بشير بن عقبة، وعدة.[1]
- الجرح والتعديل: قال أبو حاتم الرازي: «مجهول». وقال أبو زرعة الرازي: «ثقة». وقال أبو سعد السمعاني: «متفق على ثقته». وقال أحمد بن حنبل: «ما علمت إلا خيرا». وقال أحمد بن شعيب النسائي: «ثقة». وقال أحمد بن صالح الجيلي: «ثقة». وقال ابن حجر العسقلاني: «ثقة». وقال علي بن المديني: «ثقة». وقال عماد الدين بن كثير الدمشقي: «تابعي جليل، ثقة، رفيع القدر». وقال يحيى بن معين: «ثقة، ومرة ليس بحديثه بأس». كما وثقه أبو بكر البزار.[2]